# Джеймс, Реджинальд Уильям
Ре́джинальд Уи́льям Джеймс (англ. Reginald William James; 1891—1964) — учёный, профессор физики Кейптаунского университета, один из пионеров в области рентгеновской кристаллографии, участник Имперской трансантарктической экспедиции Эрнеста Шеклтона (1914—1917), Первой мировой войны. Автор многих научных трудов и публикаций в области физики.

## Ранние годы жизни
Реджинальд Уильям Джеймс родился 9 января 1891 года в Лондоне в семье Уильяма Джорджа Джозефа Джеймса — владельца магазина и мастера по изготовлению зонтов. Отец Джеймса хоть и не имел никакого отношения к науке, но очень ей интересовался, особенно химией и историей, и поэтому всячески поощрял начинания сына на её поприще. Начальное образование Реджинальд получил в школе при церкви Святого Михаила в Пэддингтоне. С 1903 года учился в политехнической школе на Риджент-стрит, где уже тогда демонстрировал прекрасные способности к математике. В октябре 1909 года Джеймс поступил в Сент-Джонс колледж (Кембридж), где до 1911 года слушал лекции в области физики, химии и геологии, а с 1911 года занимался исключительно физикой. В период с 1912 по 1914 годы работал в Кавендишской лаборатории под руководством нобелевского лауреата Джозефа Джона Томсона. В это же время познакомился с Уильямом Лоренсом Бреггом, который вместе с отцом — Уильямом Генри Брэггом, занимался новым направлением в физике — рентгеновской кристаллографией, за что в 1915 году получил нобелевскую премию по физике, став самым молодым её обладателем.

## Имперская трансантарктическая экспедиция Шеклтона (1914—1917)
В 1914 году Джеймс был принят на должность физика в состав научного штата Имперской трансантарктической экспедиции под руководством Эрнеста Шеклтона. Научный штат экспедиции возглавлял ещё один студент Сент-Джонс колледжа геолог Джеймс Уорди. На эту должность Джеймс был рекомендован Шеклтону Артуром Шиплей — ректором Колледжа Христа, к которому Шеклтон обратился с просьбой подобрать подходящего на эту, в тот момент вакантную, должность человека. Поставленных научных целей экспедиции достичь не удалось. Экспедиционное судно «Эндьюранс» летом 1915 года оказалось зажатым паковыми льдами, а после было ими раздавлено. Тем не менее, экспедиция вошла в историю, как пример невероятного мужества полярников, сумевших пережить все выпавшие на их долю лишения и остаться в живых. Во время экспедиции Джеймс преимущественно занимался (когда это было возможно) наблюдениями за земным магнетизмом, а также участвовал в сопутствующих работах научного коллектива и рутинной работе команды экспедиции. Экипаж раздавленного в море Уэдделла «Эндьюранс» был спасен Шеклтоном 30 августа 1916 года. За участие в экспедиции Джеймс, как и большинство её членов, был награждён Полярной медалью.

## В годы Первой мировой войны
В ноябре 1916 года Джеймс вернулся в Англию, а в январе 1917 был призван на фронт в Королевские инженерные войска. Проходил службу во Франции под Ипром, где Уильямом Бреггом была основана школа акустической дальнометрии (англ. Sound-Ranging School). Это новое приложение физики в военной науке позволяло вычислять позиции вражеских огневых точек при помощи микрофонов, установленных на передовой линии фронта. Джеймс сыграл значительную роль в развитии этого направления физики и к концу войны стал начальником Школы и получил звание капитана. За выдающиеся заслуги в этой области был упомянут в Депеше, направленной на имя Его Величества Короля фельдмаршалом сэром Дугласом Хейгом и подписанной Уинстоном Черчиллем.

## Жизнь и научная карьера
После войны Джеймс стал преподавателем на кафедре физики Манчестерского университета, где проработал под началом и в содружестве с Уильямом Бреггом вплоть до 1937 года, занимаясь рентгеновской кристаллографией, которая принесла ему международное признание.
- 1919 — преподаватель физики;
- 1921 — доцент кафедры (англ. Senior lecturer);
- 1934 — кандидат наук в области экспериментальной физики (англ. Associate Professor);
- 1937 — профессор.

В 1936 году Джейм женился на Энни Уотсон — дочери директора манчестерской привилегированной школы для девочек Джона Уотсона. Брак оказался счастливым, у них родилось трое детей — Джон Стефен (1938), Дэвид Уильям (1940) и Маргарет Хелен (1943).

В 1937 году Реджинальд Джеймс с семьей переехал в Кейптаун, ЮАР, где ему был предложен пост декана физического факультета Кейптаунского университета. В этом университете Джеймс проработал до конца жизни, продолжая заниматься своей научной темой. С 1953 по 1957 год занимал должность ректора университета. В 1955 году за вклад в науку был избран членом Королевского общества.

Реджинальд Уильям Джеймс умер в Кейптауне 7 июля 1964 года в возрасте 73 лет от коронарного тромбоза.

## Некоторые из научных трудов
- 1921. The Crystalline Structure of Bismuth.
- 1924. Some Problems Relating to Antarctic Sea-Ice.
- 1926—1927. The intensity of reflection of X-rays by crystals at low temperatures.
- 1934. The Intensities of X-ray Spectra and the Imperfections of Crystals.
- 1936. The New Outlook on Physics.
- 1948. The Optical Principles of the Diffraction of X-rays. (The Crystalline State, Volume 2)
- 1950. X-ray Crystallography (London & N. York, Methuern monographs on physical subjects).
- 1952. The Study of Crystals by means of X-rays: A survey of forty year’s development.
- 1963. Solid State Physics, Advances. Research and Applications: The dynamical theory of X-ray diffraction.[6]